# Vitörad glansgök
Vitörad glansgök (Chalcites meyerii) är en fågel i familjen gökar inom ordningen gökfåglar.

## Utbredning och systematik
Fågeln förekommer i bergsskogar på Nya Guinea och Batanta. Den behandlas som monotypisk, det vill säga att den inte delas in i några underarter.

### Släktestillhörighet
Vitörad glansgök och dess släktingar placerades tidigare i släktet Chrysococcyx. Dessa har dock lyfts ut till ett eget släkte, Chalcites, baserat på osteologiska avvikelser, minimal könsdimorfism och andra skillnader i både adult och juvenil dräkt. Detta stöds också av genetik och biogeografi.

## Status och hot
Arten har ett stort utbredningsområde, men tros minska i antal, dock inte tillräckligt kraftigt för att den ska betraktas som hotad. Internationella naturvårdsunionen IUCN listar arten som livskraftig (LC).

## Namn
Fågelns vetenskapliga artnamn hedrar Aron Baruch Meyer (känd som Adolf Bernhard Meyer, 1840-1911), tysk läkare, zoolog, antropolog, museidirektör vid Royal Mus. Dresden 1874-1906 samt samlare av specimen i Ostindien och på Nya Guinea 1870-1873.